# Ficidae
Famille
Synonymes
- Thalassocyonidae F. Riedel, 1995

Les Ficidae forment une famille de mollusques de l'ordre des Littorinimorpha. 

## Synonymes
- Ficulidae Carpenter, 1857
- Pyrulidae Swainson, 1840
- Sycotypidae Gray, 1853
- Thalassocyonidae F. Riedel, 1995[1]

## Liste des genres
Selon World Register of Marine Species (1 octobre 2017) :
- genre Ficus Röding, 1798
- genre Priscoficus Conrad, 1866 †
- genre Thalassocyon Barnard, 1960

## Habitat, distribution
Ces mollusques se rencontrent un peu partout dans le monde, mais principalement dans les océans en zone tropicale, sur fonds vaseux ou de sable fin.